# HD195943
HD195943 — хімічно пекулярна зоря спектрального класу A2, що має видиму зоряну величину в смузі V приблизно  5,4.
Вона  розташована на відстані близько 173,0 світлових років від Сонця.

## Фізичні характеристики
Зоря HD195943 обертається 
досить швидко 
навколо своєї осі. Проєкція її екваторіальної швидкості на промінь зору становить  Vsin(i)= 65км/сек.